# Quesnelia alvimii
Quesnelia alvimii là một loài thực vật có hoa trong họ Bromeliaceae. Loài này được Leme miêu tả khoa học đầu tiên năm 1991.